# Marginalnytteteorin

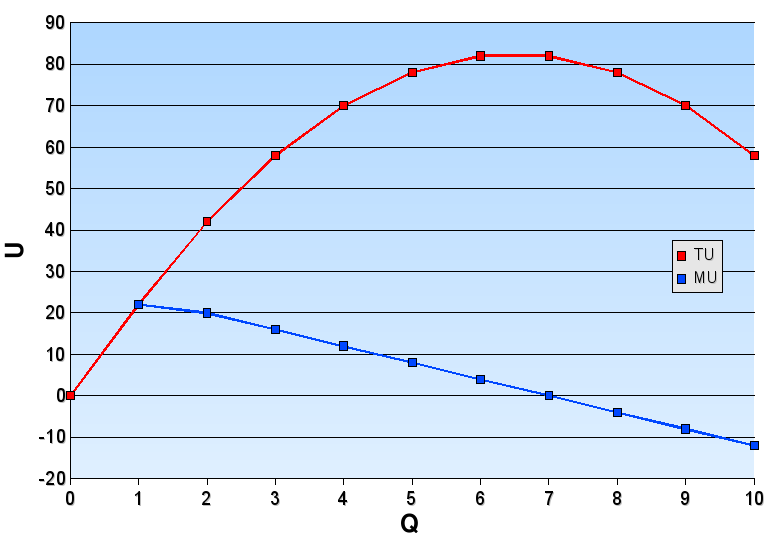
Nytta som funktion av kvantitet.

Marginalnytteteorin, även kallad gränsnytteteorin, är en ekonomisk värdelära, det vill säga en teori om hur varor får sitt marknadspris. Teorin uppkom på 1870-talet och revolutionerade nationalekonomin.
Enligt marginalnytteteorin bestäms varupriset av kundens marginalnytta, vilket är den upplevda extra nytta som en ytterligare enhet av samma vara ger. Effekten är att en vara måste kännas nyttig för att vara värdefull.
Marginalnytteteorin lyckades förklara vissa problem inom klassisk ekonomisk teori. Det mest kända exemplet är den så kallade värdeparadoxen, eller vatten-diamant-paradoxen, som redan Adam Smith diskuterade. Han skilde på bruksvärde och bytesvärde, och fann att diamanter hade ett högt bytesvärde och ett lågt bruksvärde medan det omvända gällde för vatten. För Smith var det paradoxalt att det nyttiga vattnet ansågs värdelöst, medan diamanter var mycket värdefulla. Smiths misstag var att han ställde totala kvantiteter mot varandra; eftersom människor agerar med marginaler är det upplevda värdet av en extra enhet vatten eller diamant som spelar roll för varje människa, och inte värdet av allt vatten eller alla diamanter.
Principen om marginalnytta formulerades självständigt av den engelska nationalekonomen William Stanley Jevons, österrikaren Carl Menger och fransmannen Léon Walras. Andra nationalekonomer som bidrog till att förbättra marginalnytteteorin inkluderar Eugen von Böhm-Bawerk och Friedrich Wieser, från den österrikiska skolan. Den senare myntade begreppet Grenznutzen (gränsnytta, marginalnytta).